# Virmajoki
Virmajoki är ett vattendrag i Finland. Det ligger i den nordöstra delen av landet, 700 km norr om huvudstaden Helsingfors.